# Windischbühel
Windischbühel ist eine Ortschaft der Stadtgemeinde Trofaiach in der Steiermark.
Die Rotte befindet sich südlich von Trofaiach am Nordabfall des Veitscherwaldes, der die Barriere zwischen dem Liesingtal und dem Trofaiacher Becken bildet. Laut letzter Zählung am 1. Jänner 2024 hatte Windischbühel 169 Einwohner. Der im Kern bäuerlich geprägte Ort wurde am Ausgang des 20. Jahrhunderts um mehrere Einfamilienhäuser erweitert.